# Mats Erik Molander
Mats Erik Molander född den 12 april 1912 i Göteborgs Vasa församling, Göteborg, död den 13 januari 1969 i Oscars församling, Stockholm, var en svensk arkitekt och satirtecknare. Han var son till violinisten Gustaf Molander.
Efter arkitektexamen vid Kungliga Tekniska högskolan i Stockholm 1936 blev Molander föreståndare för Centrala sjukhusarkivet 1942, var byrådirektör vid Centrala sjukvårdsberedningen 1946–1955, byråchef 1955–1958, direktör och teknisk chef vid Kooperativa förbundets arkitekt- och ingenjörskontor 1959 och blev verkställande direktör för KF Arkitekt- och ingenjörskontoret AB 1965. 
Molander var ledamot av 1945 års vårdhemssakkunniga, expert i 1943 års sjukhusutredning, ledamot av statens kommitté för sinnessjukvårdens utbyggande 1950–1959, av organisationskommittén för medicinska högskolan i Umeå, av internationella sjukhusfederationens arbetsutskott 1947–59, av Svenska arkitektföreningens styrelse 1949–1958, ordförande 1955–1958, ledamot av Statens råd för byggnadsforskning från 1960 och ordförande i Svenska Arkitekters Riksförbund (SAR)1966.
Redan under studietiden medverkade han från 1932 som tecknare i Blandaren, och blev senare medarbetare i Aftonbladet 1935–1956 och Röster i Radio 1938–1961 under signaturen "mem". Han har även publicerats i Joker, Söndagsnisse-Strix, Folket i Bild, Vi och All världens berättare. Han är representerad på Moderna museet i Stockholm.
Mats Erik Molander bodde en tid i Kollektivhuset på John Ericssonsgatan i Stockholm. Han är begravd på Norra begravningsplatsen utanför Stockholm.